# Бервін (Іллінойс)
Бервін (англ. Berwyn) — місто (англ. city) в США, в окрузі Кук штату Іллінойс. Населення — 57 250 осіб (2020).

## Географія
Бервін розташований за координатами 41°50′36″ пн. ш. 87°47′27″ зх. д. / 41.84333° пн. ш. 87.79083° зх. д. (41.843332, -87.790924). За даними Бюро перепису населення США в 2010 році місто мало площу 10,11 км², уся площа — суходіл.

## Демографія
Згідно з переписом 2010 року, у місті мешкало 56 657 осіб у 18 910 домогосподарствах у складі 13 174 родин. Густота населення становила 5602 особи/км². Було 20719 помешкань (2049/км²).
Расовий склад населення:
| - 60,5 % — білих - 6,4 % — чорних або афроамериканців - 2,5 % — азіатів - 0,6 % — корінних американців - 26,6 % — осіб інших рас |

До двох чи більше рас належало 3,4 %. Частка іспаномовних становила 59,4 % від усіх жителів.
За віковим діапазоном населення розподілялося таким чином: 27,8 % — особи молодші 18 років, 62,8 % — особи у віці 18—64 років, 9,4 % — особи у віці 65 років та старші. Медіана віку мешканця становила 32,9 року. На 100 осіб жіночої статі у місті припадало 98,1 чоловіків; на 100 жінок у віці від 18 років та старших — 95,1 чоловіків також старших 18 років.
Середній дохід на одне домашнє господарство становив 67 855 доларів США (медіана — 57 355), а середній дохід на одну сім'ю — 73 250 доларів (медіана — 63 151). Медіана доходів становила 44 039 доларів для чоловіків та 35 675 доларів для жінок. За межею бідності перебувало 14,0 % осіб, у тому числі 21,7 % дітей у віці до 18 років та 8,9 % осіб у віці 65 років та старших.
Цивільне працевлаштоване населення становило 26 562 особи. Основні галузі зайнятості: освіта, охорона здоров'я та соціальна допомога — 21,5 %, виробництво — 12,9 %, науковці, спеціалісти, менеджери — 11,0 %, мистецтво, розваги та відпочинок — 10,9 %.

## Відомі мешканці та уродженці
- Боб Оденкерк (1962) — американський актор, комік, сценарист, режисер і продюсер.